# 印西“あるある”4コマ
『印西“あるある”4コマ』（いんざいあるあるよんコマ）は、中村ゆうひによる漫画作品。千葉県印西市のPRサイト「MAKE INZAI ORIGINAL」にて2019年10月より連載されている。同サイトで募集した「あるある」を印西市出身である中村が漫画化したもので、同サイトでも特に評判が高く、2022年にはアニメ化されている。
市の良さを描くには「外からの視点を入れるのがいい」という理由で宇宙人のキャラクターが登場する作品となった。また、印西の住人は大らかで面白いものを積極的に受け入れる市民性だと考えたため、作品自体も自由な雰囲気になっている。

## 登場人物
西住 印（にしずみ しるし）
声 - 石原夏織
印西市に住む小学生。
アル
声 - 伊藤彩沙
アルアル星から来た宇宙人。「あるある」を探すために地球へと来た。
りんな
声 - 巽悠衣子
印の友だち。アイドルを目指している。
ともみ
声 - 鈴木美咲
印の友達。
ひろし
声 - 仲田ありさ
印と同じクラスの男子。生きものに詳しい。
ユウタ
声 - 矢方美紀
印と同じクラスの男子。
西住 益夫（にしずみ ますお）
声 - 池田鉄洋
印の父。印西生まれ。
西住 南（にしずみ みなみ）
声 - 井ノ上奈々
印の母。熊本出身。
ともみのお姉ちゃん
市外の学校に通う高校生。
ユウタのおじいちゃん
声 - 西村知道
印西育ちで訛りが強い。
印西市長
声 - 板倉正直
アニメのゲストキャラクター。

## Webアニメ
『印西あるある物語』として2022年1月14日にYouTubeにて公開された。本編約18分。
監督の青木悠によると、市を直接アピールするのではなく、原作の漫画をそのまま動かしたようなアニメになっているという。

### あらすじ
印は、アルアル星から来た宇宙人・アルを見つけ、アルが故郷で課せられた、地球の「あるある」を探すことを手伝う。アルは学校に行ったり町へ行ったりして「あるある」を集めるが、その途中で地球の映画には宇宙人が地球を侵略しに来る作品が多くあることを知る。敵対的な宇宙人を恐れたアルは早く故郷へ帰るため、「映画あるある」をアルアル星へと送るが、「あるある」に感化されたアルアル星人は侵略するために地球へと訪れてしまう。そこへ現れたユウタのおじいちゃんの提案により、印西市の「あるある」を集めなおすことで、友好的な関係へと変化していった。

### スタッフ
- 原案 - 中村ゆうひ[4]
- 脚本 - 池田テツヒロ[4]
- 監督・コンテ・演出 - 青木悠[4]
- 色彩設計 - 近藤牧穂
- 撮影監督 - 小島慎太朗
- 編集 - 長谷川舞
- 音響監督 - ひらさわひさよし
- 音響制作 - Cloud22
- 音楽 - 押谷沙樹
- 総合プロデュース - ポニーキャニオン[4]
- プロデューサー - 小笠原裕樹
- アニメーションプロデューサー - 濱本真理
- アニメーション制作 - asurafilm[4]
- 企画・製作 - 印西市[4]

### 主題歌
「Starcast」
石原夏織によるエンディングテーマ。作詞はやなぎなぎ、作曲・編曲は柳舘周平。